# Stéphane Houdet
Stéphane Houdet (ur. 20 listopada 1970 w Saint-Nazaire) – francuski niepełnosprawny tenisista, medalista igrzysk paraolimpijskich z Pekinu (2008), Londynu (2012), Rio de Janeiro (2016) oraz Tokio (2020), mistrz French Open 2012 i 2013 oraz US Open 2013 i 2017 w grze pojedynczej oraz Australian Open w latach 2010, 2014, 2015, 2016 i 2018, French Open w latach 2007, 2009, 2010, 2013, 2014, 2017, 2018, Wimbledonu w latach 2009, 2013, 2014 oraz US Open w latach 2009, 2011, 2014 i 2015 w grze podwójnej, lider rankingu gry pojedynczej oraz podwójnej. W 2011 roku zwyciężył także w turnieju Masters w singlu, natomiast w latach 2007, 2012–2014, 2016 i 2018 wygrywał w deblu.

## Historia występów
Legenda
     W, wygrany turniej
     F, przegrana w finale
     SF, przegrana w półfinale
     SFP, SFW, przegrana, wygrana w meczu o trzecie miejsce
     QF, przegrana w ćwierćfinale
     xR przegrana w x rundzie
     LQ, przegrana w kwalifikacjach
     RR, przegrana w fazie grupowej
     A, brak startu
     –, impreza nie odbyła się

### Występy w Wielkim Szlemie

#### Gra pojedyncza
| Wielkoszlemowe turnieje w singlu na wózkach |    |    |    |    |    |    |    |   |    |   |    |    |    |    |    |    |    |
| Australian Open                             | 2R | 2R | SF | F  | F  | F  | SF | F | SF | F | SF | SF | F  | SF | QF | QF | SF |
| French Open                                 | –  | QF | QF | F  | SF | SF | W  | W | F  | F | SF | QF | SF | QF | QF | SF | QF |
| Wimbledon                                   | –  | –  | –  | –  | –  | –  | –  | – | –  | – | SF | QF | QF | SF | –  | SF |    |
| US Open                                     | A  | SF | –  | QF | SF | F  | –  | W | SF | F | –  | W  | QF | F  | QF | QF |    |

#### Gra podwójna
| Wielkoszlemowe turnieje w deblu na wózkach |    |    |    |    |    |    |    |    |   |    |    |    |    |    |    |    |    |
| Australian Open                            | QF | SF | SF | SF | W  | F  | F  | SF | W | W  | W  | SF | W  | F  | F  | F  | SF |
| French Open                                | –  | W  | SF | W  | W  | SF | SF | W  | W | SF | SF | W  | W  | F  | SF | F  | SF |
| Wimbledon                                  | A  | A  | F  | W  | F  | F  | SF | W  | W | SF | F  | F  | SF | SF | –  | SF |    |
| US Open                                    | A  | SF | –  | W  | SF | W  | –  | SF | W | W  | –  | F  | F  | SF | F  | SF |    |

### Turnieje Masters oraz igrzyska paraolimpijskie
| Turniej                  | 2006 | 2007 | 2008 | 2009 | 2010 | 2011 | 2012 | 2013 | 2014 | 2015 | 2016 | 2017 | 2018 | 2019 | 2020 | 2021 | 2022 |
| ------------------------ | ---- | ---- | ---- | ---- | ---- | ---- | ---- | ---- | ---- | ---- | ---- | ---- | ---- | ---- | ---- | ---- | ---- |
| Turnieje Masters         |      |      |      |      |      |      |      |      |      |      |      |      |      |      |      |      |      |
| singel                   | A    | SF   | SF   | RR   | F    | W    | SF   | SF   | RR   | SF   | SF   | RR   | RR   | RR   | –    | SF   |      |
| debel                    | RR   | W    | SF   | F    | F    | F    | W    | W    | W    | F    | W    | F    | W    | RR   | –    | F    |      |
| Igrzyska paraolimpijskie |      |      |      |      |      |      |      |      |      |      |      |      |      |      |      |      |      |
| Singel                   | –    | –    | QF   | –    | –    | –    | F    | –    | –    | –    | SFP  | –    | –    | –    | –    | QF   | –    |
| Debel                    | –    | –    | W    | –    | –    | –    | SFW  | –    | –    | –    | W    | –    | –    | –    | –    | W    | –    |

## Odznaczenia
- Officier Orderu Legii Honorowej – 2021[1]
- Chevalier Orderu Legii Honorowej – 2008[2]
- Officier Orderu Narodowego Zasługi – 2016[3]